# Lithobius riedeli
Lithobius riedeli är en mångfotingart som beskrevs av Matic 1970. Lithobius riedeli ingår i släktet Lithobius och familjen stenkrypare. Inga underarter finns listade i Catalogue of Life.